# ایوان پونومارنکو
ایوان پونومارنکو (اوکراینی: Іван Володимирович Пономаренко؛ زادهٔ ۱۰ مهٔ ۱۹۹۸) بازیکن فوتبال اهل اوکراین است.